# Sunrise Aluminium Women's Circuit 2014
Il Sunrise Aluminium Women's Circuit 2014 è stato un torneo di tennis facente parte della categoria ITF Women's Circuit nell'ambito dell'ITF Women's Circuit 2014. Il torneo si è giocato a Hong Kong dal 30 dicembre al 5 5 gennaio 2014 su campi in cemento e aveva un montepremi di $25,000.

## Vincitrici

### Singolare femminile
Elizaveta Kuličkova ha battuto in finale  Zarina Dijas con il punteggio di 6–2, 6–2

### Doppio femminile
Misa Eguchi /  Eri Hozumi hanno battuto in finale  Zarina Dijas /  Zhang Ling con il punteggio di 6–4, 6–2